# Maggio dei monumenti
Il Maggio dei monumenti è una rassegna culturale che si svolge nel centro storico di Napoli. Organizzata nell'arco del mese di maggio, prevede una serie di eventi tra i quali, ad esempio, visite guidate, concerti, attività teatrali, mostre ed iniziative varie.

## Storia
La manifestazione culturale prese spunto da una campagna sensibilizzazione storico-artistica svoltasi in Francia nel 1984, quando il ministro dei beni culturali Jack Lang emanò un decreto per il quale tutti i monumenti di interesse storico-artistico di proprietà privata sarebbero dovuti restare aperti al pubblico in determinati periodi dell'anno. Nel 1995, dopo il successo della manifestazione Monumenti porte aperte, iniziata a Napoli nel 1992 su iniziativa di Mirella Barracco, presidente della Fondazione Napoli Novantanove, l'amministrazione municipale di Napoli decise di organizzare un evento analogo e di pianificarlo periodicamente.
Quella della Barracco in realtà non fu la prima iniziativa del genere. Nel 1991 si erano svolte, sempre su iniziativa privata, due manifestazioni per stimolare la sensibilità del pubblico partenopeo. La prima denominata Machina ludens organizzata dall'Unione Musicanti Napoletani, patrocinata dal Ministero del Turismo, dal Provveditorato agli studi e dalla Confcooperative, che prevedeva un programma di visite monumentali e concerti nel corso di cinque domeniche di maggio. La seconda iniziativa, che riguardava una mostra di antiquariato, destò più scalpore in seguito alle dichiarazioni del sovrintendente Spinosa di un'ipotesi di ricettazione degli organizzatori.
Il motivo di tanta attenzione da parte delle associazioni di categoria derivava dallo stato di deterioramento dei monumenti cittadini come, ad es., il rinvenimento di un portone del '500 appartenente al Palazzo Reale in un condominio alla Pignasecca, oggi in Castelnuovo. Nel 1993, inoltre, vi furono delle indagini della magistratura che si erano concluse con due avvisi di garanzia all'ex sindaco Nello Polese e all'assessore della giunta municipale Enrico Cardillo per omissione in atti d'ufficio e per deturpamento di patrimonio pubblico. Pertanto, all'inaugurazione di quello stesso anno, si presentarono tutti i principali esponenti politici locali quali il sindaco Francesco Tagliamonte, il presidente della Provincia Franco Zagaroli ed il presidente della Giunta Regionale Giovanni Grasso i quali avevano provveduto alla distribuzione di circa 90000 guide turistiche, dell'organizzazione dei 7 infopoint, il dispiegamento di 200 agenti di sicurezza e l'assunzione di 433 custodi per permettere l'accesso straordinario ai monumenti.
Per l'occasione le autorità decisero di associare all'evento anche altre manifestazioni quali, ad es., “Pranzi in convento” che offriva ai turisti dei banchetti golosi nei tre complessi monastici di San Gregorio Armeno, San Paolo Maggiore e Santa Maria La Nova. Il menù comprendeva: torta alle erbe, crostata di rose, formaggio fritto, ciambelle di riso e latte. Un altro evento collegato al “Maggio” fu la “Coppa Lysistrata” con la partecipazione dei fratelli Abbagnale, dell'University Boat Club, dei Canottieri Savoia e di altri circoli velici locali. Nella conferenza di servizi che si svolse il 10 giugno nella quale parteciparono anche la sovrintendenza, l'Università Federico II, la Diocesi, l'Ascom e la stessa Fondazione si decise di estendere la kermesse per tutto il mese e di prestabilire un tema ricorrente.
L'edizione del 1994 fu particolarmente fortunata tanto da riuscire ad attirare circa un milione di visitatori e, per certi aspetti, fu il banco di prova per l'organizzazione dell'imminente G7 quando furono predisposti dei piani di traffico e di sicurezza sulla base di quelli scelti per il Maggio Monumenti. Tra un'iniziativa e l'altra ci fu pure spazio per le provocazioni. Durante l'edizione del 1997, infatti, il senatore Michele Florino fece commissionare ed esporre in p.zza Duca D'Aosta un'opera d'arte che raffigurava «il Vesuvio in eruzione con una pistola conficcata nel cono» per denunciare l'emergenza criminalità in corso: 60 omicidi in cinque mesi.
Un'altra iniziativa ricorrente al Maggio è "La scuola adotta un monumento" che consiste nel sostegno offerto dagli istituti scolastici partenopei per il recupero di uno o più monumenti soggetti a degrado, creando nel tempo diversi abbinamenti: il “Salvator Rosa” con Castel Capuano, il VII Istituto tecnico industriale con Nisida, la scuola “Della Valle” con la Grotta di Seiano, il Liceo Galilei con la statua del Nilo, la “Minucci” con la Floridiana, la “Russo” di Soccavo con Piazza San Gaetano, etc..
Negli anni successivi Maggio Monumenti ha confermato l'affluenza sempre maggiore di visitatori, eccetto una piccola defaillance nel 2007 per la crisi dei rifiuti. A partire dalla seconda metà degli anni novanta l'iniziativa fu esportata anche nei comuni dell'hinterland partenopeo come, ad es., la kermesse “Monumenti porte aperte Napoli Sud” coinvolgendo i comuni di Salerno, Ercolano e Torre del Greco in una eccezionale mostra delle ville vesuviane.

## Organizzazione delle edizioni precedenti
| Anno | Tema ricorrente                                  | Primo weekend                                                            | Secondo weekend                                                | Terzo weekend                                                           | Quarto weekend                                                                | Quinto weekend                                                                                                   | Sesto weekend                                                |
| ---- | ------------------------------------------------ | ------------------------------------------------------------------------ | -------------------------------------------------------------- | ----------------------------------------------------------------------- | ----------------------------------------------------------------------------- | --- | ------------------------------------------------------------ |
| 2011 | Le quattro stagioni                              | Il Grande Slam, il gioco delle performing arts di Movimento Danza        | Le stagioni                                                    | Performance di danza urbana                                             | Palazzo delle Arti di Napoli                                                  | Ensemble Barocco                                                                                                 | -                                                            |
| 2010 | Ritorno al Barocco e...non solo                  | Musica                                                                   | Teatro                                                         | Danza                                                                   | Cinema                                                                        | Letteratura |                                                              |
| 2009 | Futurismo                                        | da Piazza del Gesù a Via Duomo                                           | Da Castel Capuano a Port'Alba                                  | Dal Palazzo delle Provincia alla Stazione Marittima                     | Da Castel dell'Ovo a Piazza San Domenico Maggiore                             | Dalla Sanità all'Anticaglia                                                                                      | Dal Banco di Napoli a piazza Bovio                           |
| 2008 | Itinerari d'Arte e Cultura tra Chiese e Castelli | Impressioni letterarie nel cuore della metropoli vicereale               | Vivere da re fuori dalla corte: la villa Floridiana            | Un angolo di Napoli: il centro storico raccontato da b. croce           | Il real passeggio borbonico: storie nella villa, storia della villa           | - | -                                                            |
| 2007 | I misteri di Napoli                              | da Castel dell'Ovo alla Casina Pompeiana                                 | Castel Nuovo                                                   | centro storico                                                          | da Bagnoli a Vigliena                                                         | - | -                                                            |
| 2006 | Sogni, desideri e segni realizzati               | Il mare: sogno di nuovi orizzonti                                        | Sogni desiderati e segni realizzati nella tradizione religiosa | Segni e sogni: l'arte arcana della numerologia e degli enigmi. Il gioco | La maschera di Pulcinella: dalla magia del sogno alla realtà del segno urbano | I segni nella cartografia e nella topografia urbana                                                              | I segni delle espressioni artistiche dell'arte contemporanea |
| 2005 | Napoli ed il Mediterraneo                        | Antiche Terme Romane, Grotta del Cane e sentiero Cupa Vicinale Terracina | Cave di Chiaiano                                               | Area geologica del Verdolino e Parco dei Camaldoli                      | Le Cave e le Caverne di Camaldoli                                             | Basilica di San Gennaro Extra Moenia, alla Basilica di Santa Maria della Sanità e alle Catacombe di San Gaudioso | Tomba di Virgilio in Salita della Grotta                     |
| 2004 | L'incanto dei sensi                              | Le luci ed i colori                                                      | I suoni e le voci                                              | I sapori                                                                | Le forme                                                                      | Gli odori ed i profumi                                                                                           | Le intuizione ed i presagi                                   |
| 2003 | Il mare tra le terre del fuoco                   | Fiera dell'Antiquariato                                                  | Mostra d'Auto d'Epoca                                          | Fiera dell'Artigianato                                                  | La Notte delle chiromanti                                                     | - | -                                                            |
| 2002 | Le meraviglie del '600                           | Chiesa della Croce di Lucca                                              | Chiesa dei Gerolamini                                          | Chiesa dell'Annunziata                                                  | San Lorenzo Maggiore                                                          | Santa Croce al Mercato e il complesso monumentale di S. Eligio                                                   | Museo artistico industriale dell'Istituto D'Arte “Palizzi”   |
| 2001 | Museo aperto                                     | Osservatorio Vesuviano                                                   | Museo della Civiltà Contadina                                  | Museo delle lave all'aperto                                             | Luoghi leopardiani a Torre del Greco                                          | Riserva Naturale Tirone-Alto Vesuvio                                                                             | -                                                            |
| 2000 | Il divenire della città, la città del divenire   | La città antica                                                          | La città medievale                                             | La città rinascimentale                                                 | La città borbonica                                                            | La città dall'Unità al fascismo                                                                                  | La città verso il futuro                                     |
| 1999 | Napoli 1799: i luoghi della rivoluzione          | La fuga del re                                                           | La giunta degli eletti                                         | I fratelli Filomarino                                                   | La strada per il patibolo                                                     | Nel furore della reazione                                                                                        | -                                                            |
| 1998 | Mura e porte                                     | Porta Capuana                                                            | Porta Nolana                                                   | Port'Alba                                                               | Porta del Carmine                                                             | Porta San Gennaro                                                                                                | -                                                            |
| 1997 | Strade, chiostri e cortili in festa              | Da Santa Chiara a San Domenico Maggiore                                  | Da San Gregorio Armeno ai Girolamini                           | Dagli Incurabili a Monteoliveto                                         | Da Palazzo Reale al Grande Archivio                                           | Da San Pietro Martire a Santa Maria del Carmine                                                                  | Dall'Annunziata alla Speranzella                             |
| 1996 | C'era una volta                                  | Decumano inferiore: Spaccanapoli                                         | Decumano Maggiore: via dei Tribunali                           | Da P.zza Plebiscito a p.zza San Domenico                                | Da Foria a Borsa                                                              | Toledo e i quartieri spagnoli                                                                                    | Chiaia e Pizzofalcone                                        |
| 1995 | Intra moenia                                     | Percorso delle origini: da Partenope a Neapolis                          | Dentro le mura: siti archeologici, chiostri e giardini         | -                                                                       | -                                                                             | - | -                                                            |
| 1994 | Napoli porte aperte                              | -                                                                        | -                                                              | -                                                                       | -                                                                             | - | -                                                            |
| 1993 | Duecento monumenti porte aperte                  | -                                                                        | -                                                              | -                                                                       | -                                                                             | - | -                                                            |
| 1992 | Napoli porte aperte                              | -                                                                        | -                                                              | -                                                                       | -                                                                             | - | -                                                            |

### Emerografia
- ”Il Mattino”, 21 aprile 2000, Maggio, chiese aperte e notti d'arte.
- ”Il Mattino”, 8 maggio 1999, Città in mostra tra arte e musica.
- ”Il Mattino”, 3 maggio 1998, Quattro passi a Porta Nolana.
- ”Il Mattino”, 9 maggio 1997, Notte di musica ai decumani.
- ”Il Mattino”, 4 maggio 1996, Sulle vie dell'arte e della fede.
- ”Il Mattino”, 6 maggio 1995, A spasso per le vie dell'arte.
- ”Il Mattino”, 6 maggio 1994, Porte aperte sulla città per sempre.
- ”Il Mattino”, 4 maggio 1993, E la città d'arte strega i turisti.
- ”Il Mattino”, 4 maggio 1992, Tesori nascosti dietro le grate.